# Willa Fritza Heroldta w Bydgoszczy
Willa Fritza Heroldta w Bydgoszczy – zabytkowa willa w Bydgoszczy. 

## Położenie
Budynek stoi w zachodniej pierzei ul. Gdańskiej, między ul. Chocimską, a Artyleryjską. 

## Charakterystyka[1]
Budynek wzniesiony został w latach 1895–1896 dla rentiera Fritza Heroldta. 
Była to pierwsza bydgoska realizacja przybyłego z Berlina architekta Fritza Weidnera.
Elewację zdobią charakterystyczne dla neobaroku: ornamenty, figury putt, girlandy, ślimacznice. 
Na początku lat 20. XX wieku w willi mieszkał Antoni Chołoniewski (1872–1924), autor „Ducha dziejów Polski”, o czym przypomina znajdująca się na elewacji pamiątkowa tablica. Następnie miała tu siedzibę Szkoła Zawodowa Żeńska. 
Obecnie w budynku prowadzone są m.in. zajęcia szkół językowych.

## Galeria

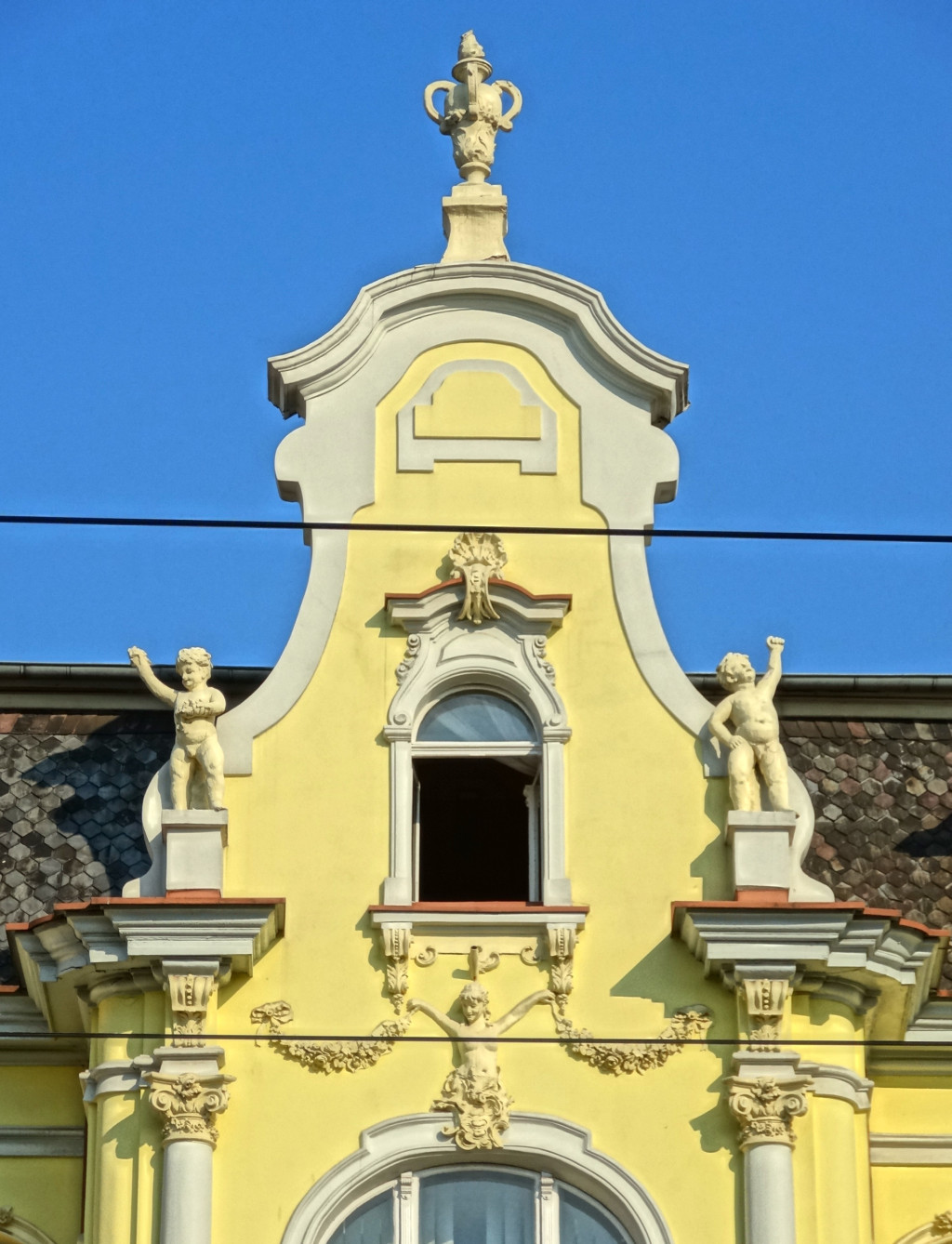
Szczyt
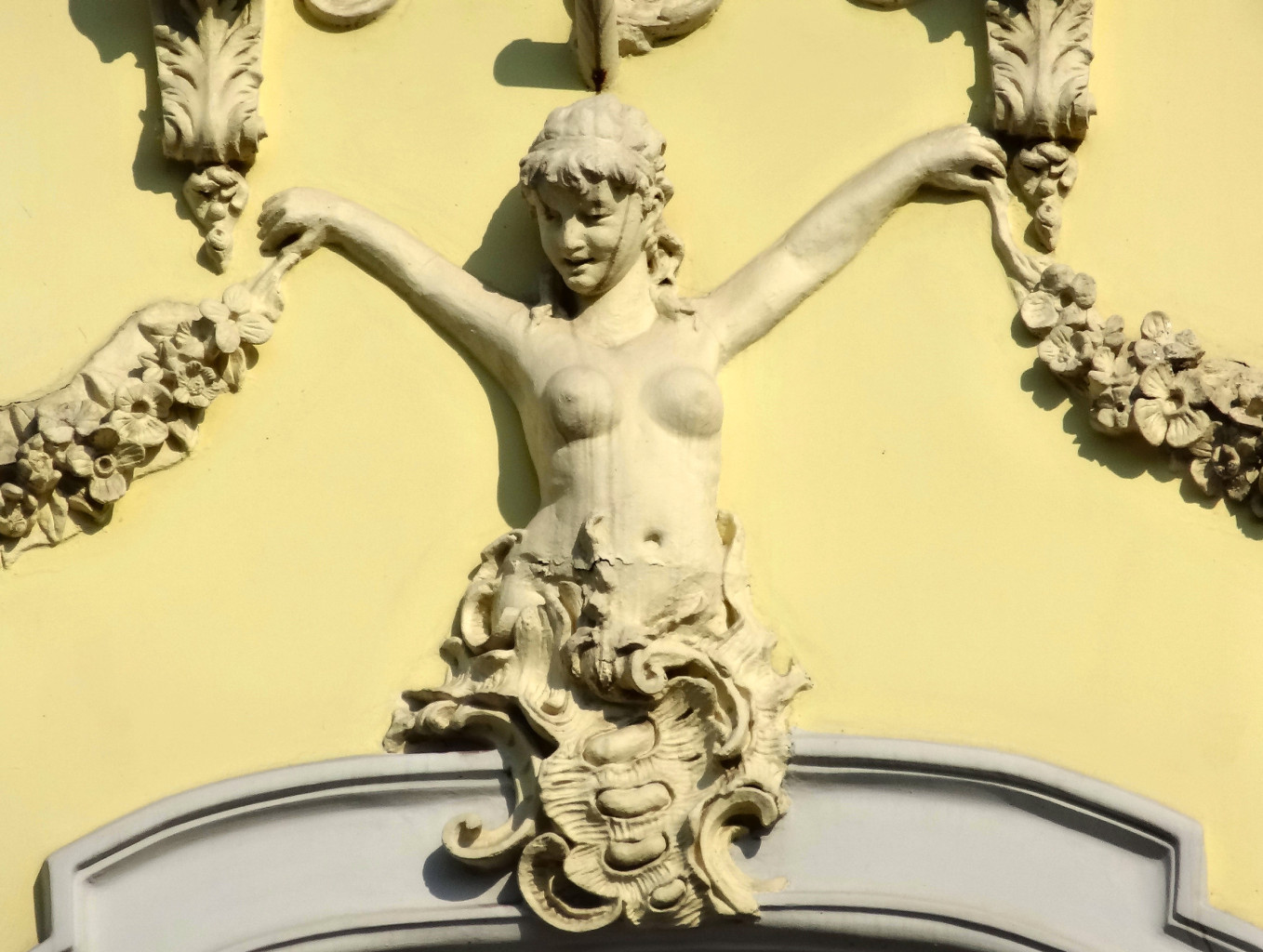
Kariatyda
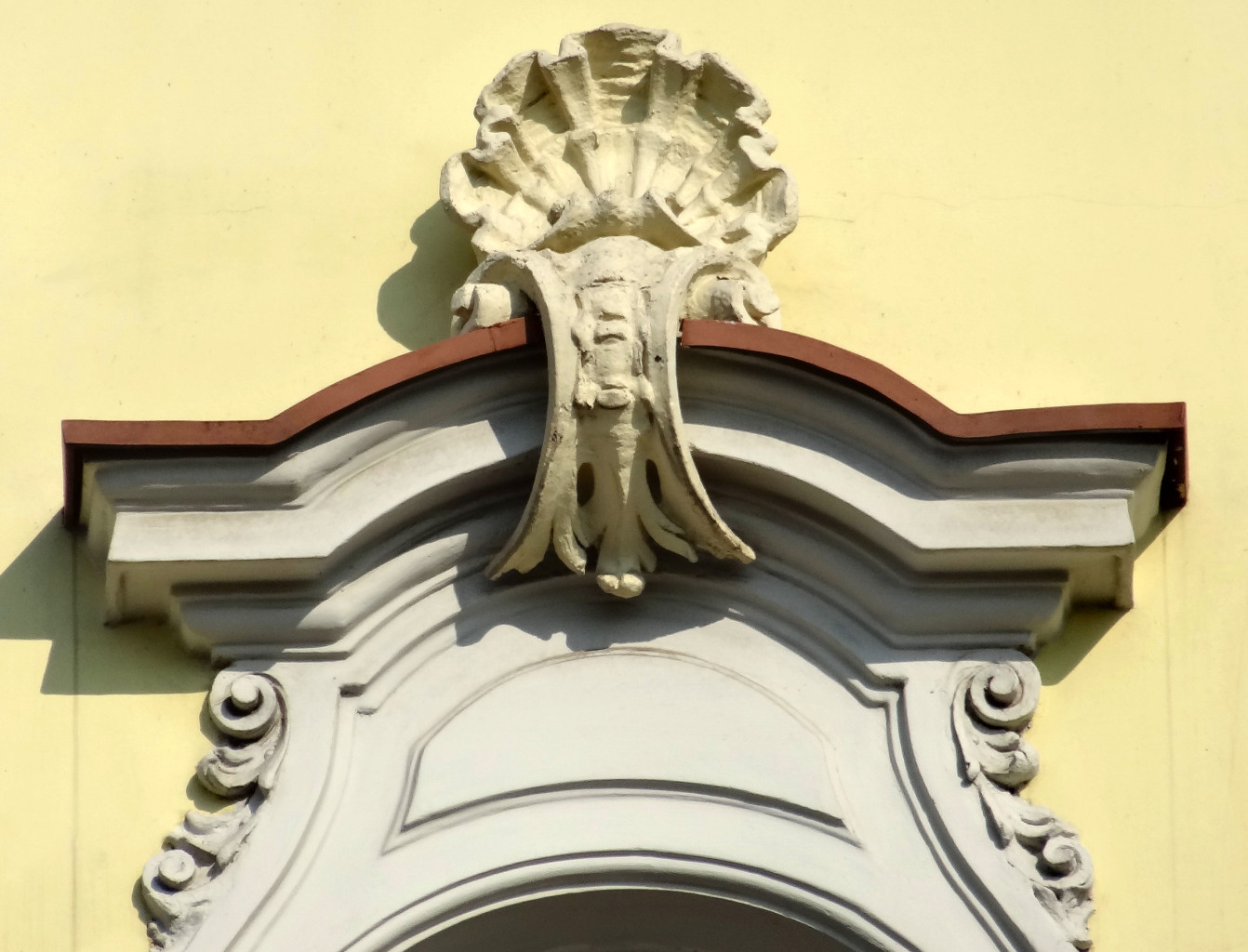
Zdobienia
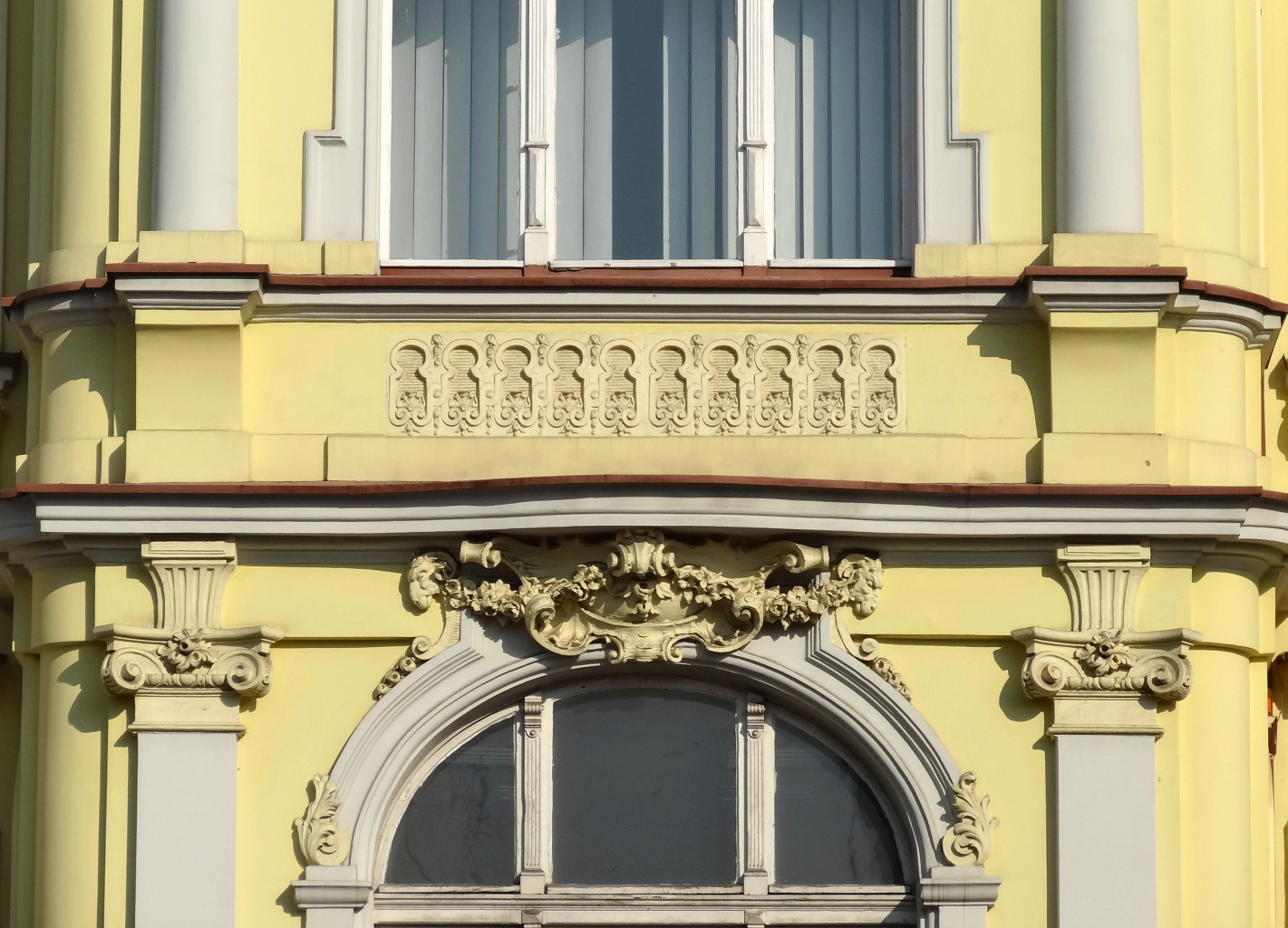
Fryzy, pilastry
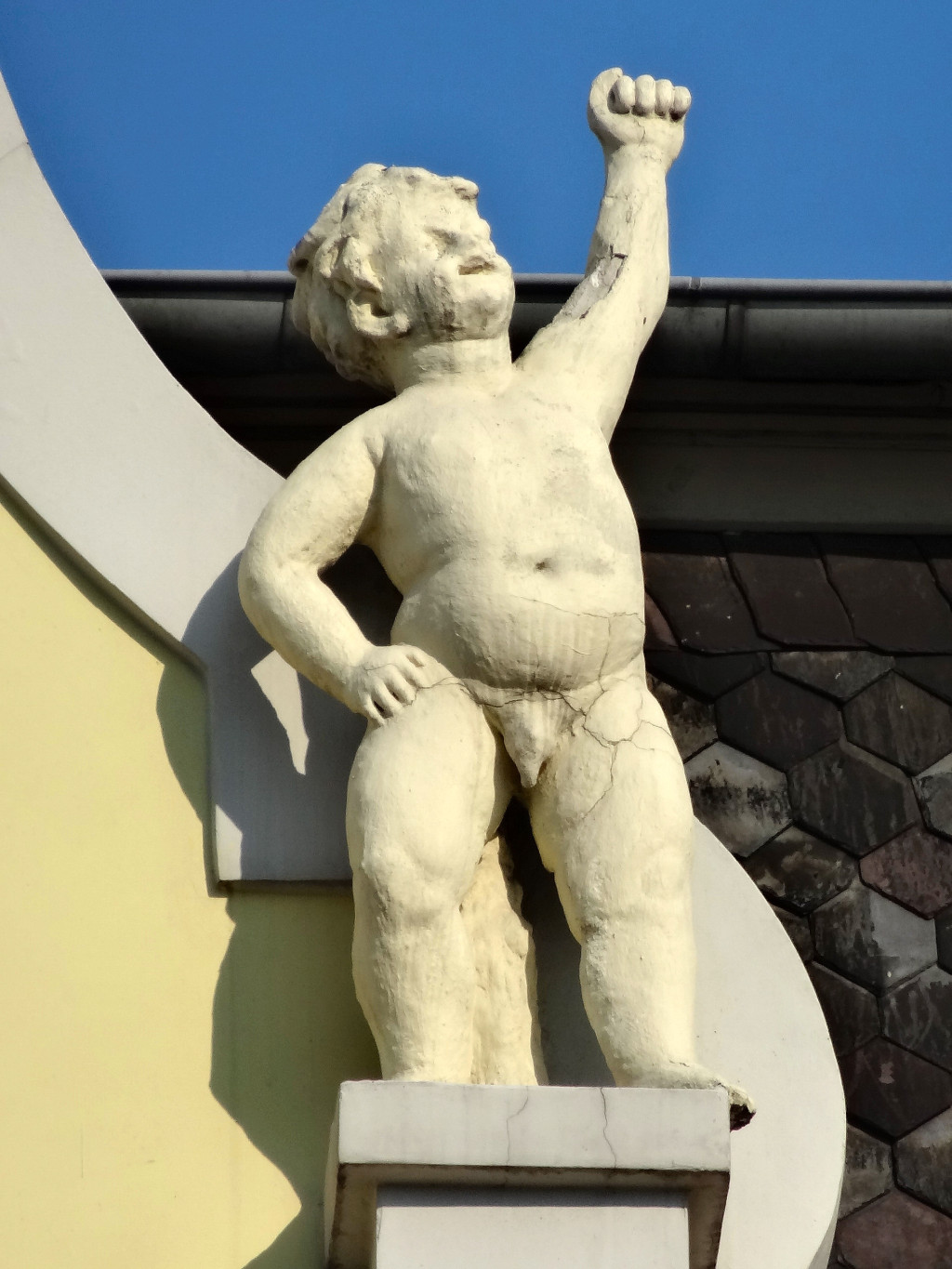
Putto
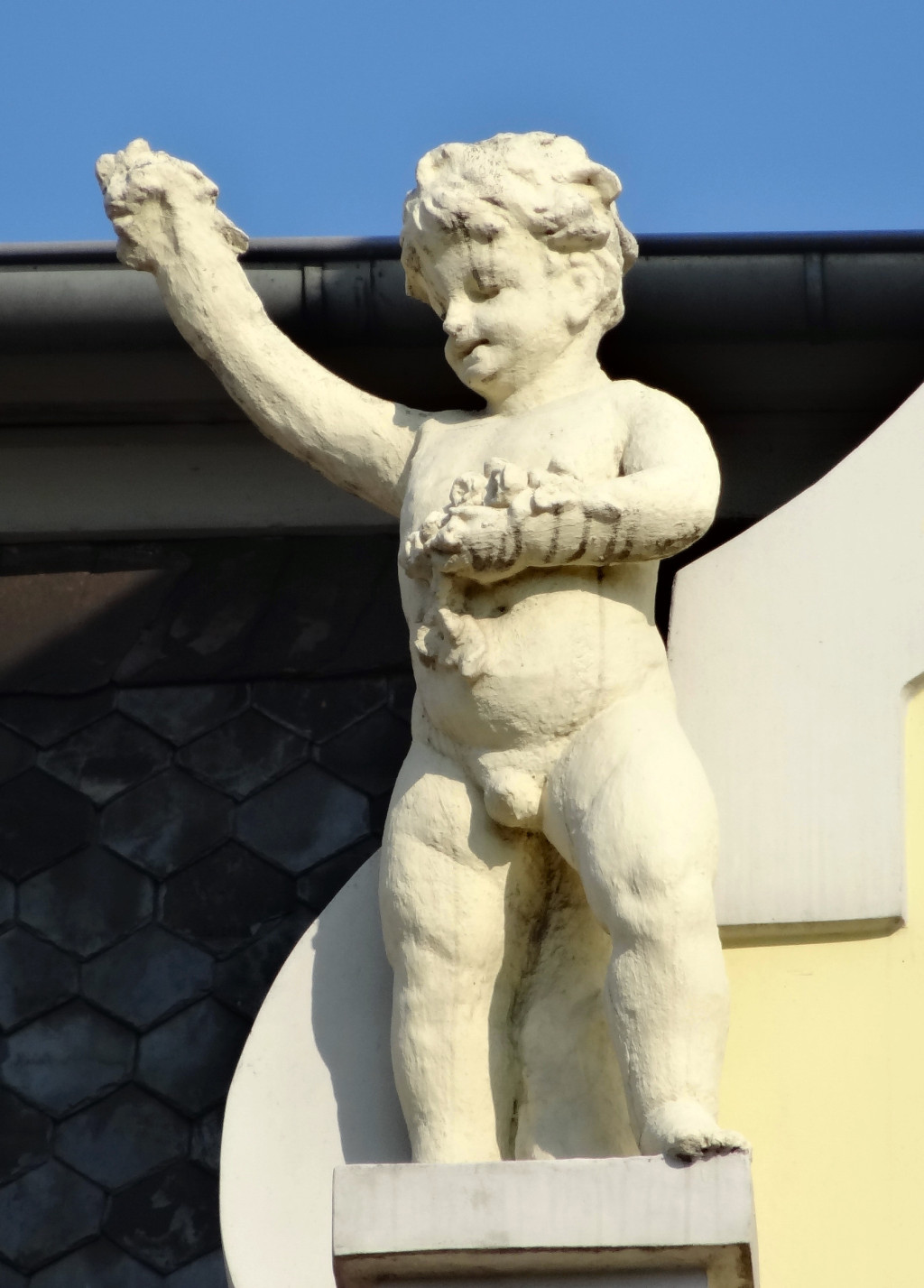
Putto
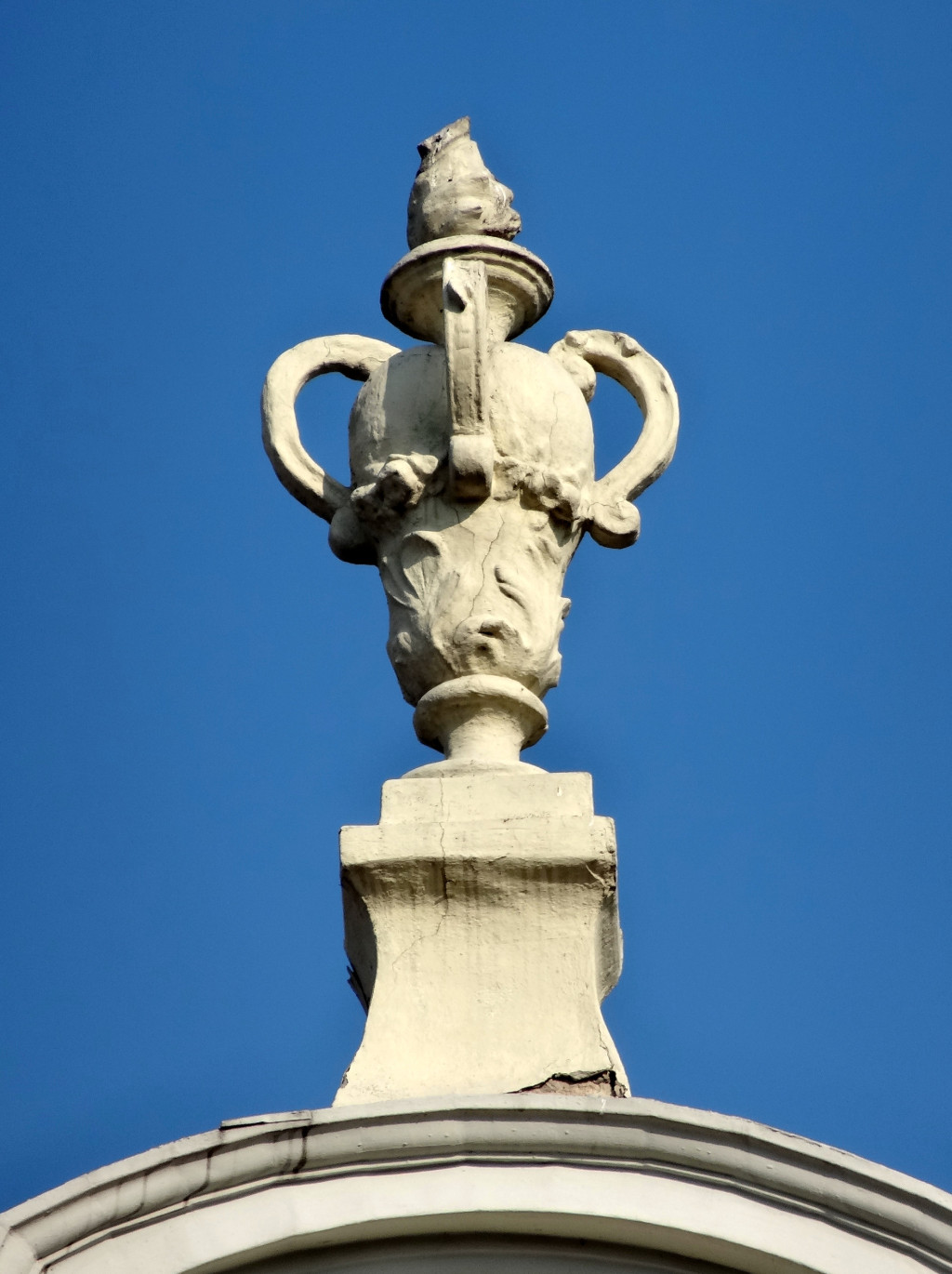
Gazon